# 熊内町
熊内町（くもちちょう）は、兵庫県神戸市中央区の町名。現行行政地名は熊内町一丁目から熊内町九丁目。郵便番号は651-0056。

## 地理
旧葺合区西北部の山麓に位置する住宅地域。東は北から中尾町、籠池通、野崎通、上筒井通、南は熊内橋通、西は生田川を挟んで南から生田町、加納町、北は葺合町。
俗に滝寺と呼ばれる滝勝寺は、寺伝によれば文武天皇の時代に役小角が建立したという。熊内八幡神社はその鎮守として建てられたという。神社南方の旭の鳥居は、元日に影ができなかったという伝説からそう呼ばれており、生田神社が砂山にあった頃の鳥居とも熊内八幡の鳥居とも言われる。

### 地価
住宅地の地価は、2014年（平成26年）1月1日の公示地価によれば、熊内町4-3-16の地点で28万8000円/m2となっている。

## 歴史
1905年（明治38年）に神戸市葺合町の一部から成立。町名の由来は1876年（明治9年）まであった熊内村に因む。1926年（大正15年）から六丁目まで、1974年（昭和49年）から九丁目までとなった。1931年（昭和6年）より葺合区、1980年（昭和55年）より中央区に所属。
熊内の由来については定かではなく。『西摂大観』によれば元は北の砂（いさご）山に生田神社が祀られた神域領内、すなわち神内（くまうち）だったとも、山の隈内（奥まって隠れた場所）になるためとも、生田神社の供米（くまい）地だったからともいう。
この一帯は斜面で水の便が悪く、畑作が盛んで、ここに産した「熊内大根」は風味がよく重宝がられたという。
- 1912年（大正元年）、神戸電気鉄道（後の神戸市電）布引線が熊内橋通一丁目まで開通。
- 1920年（大正9年）、熊内八幡神社が現在地に移る。
- 1938年（昭和13年）、池長孟が南蛮美術を集めた私設美術館を開設。
- 1940年（昭和15年）、葺合町の一部を編入。六丁目までとなる。
- 1965年（昭和40年）、私立池長美術館が市立南蛮美術館となる。
- 1974年（昭和49年）、野崎通一～八丁目・上筒井通一～八丁目・中尾町・葺合町の各一部を編入。九丁目までとなる。
- 1982年（昭和57年）、南蛮美術館が京町の神戸市立博物館へと移転統合。

## 人口統計
- 平成17年国勢調査（2005年10月1日現在）での世帯数2,608、人口5,205、うち男性2,334人、女性2,871人[3]。
- 1988年（昭和63年）の世帯数2,143・人口5,337[4]。
- 1960年（昭和35年）の世帯数1,183・人口4,291[4]。
- 1920年（大正9年）の世帯数135・人口677[4]。

## 出身・ゆかりのある人物
- 小寺敬一[5]（関西学院高等商業学部教授）
- 山田作之助（弁護士、裁判官） - 最高裁判事。神戸弁護士会長。熊内町に居住していた。